# Tên lửa đẩy

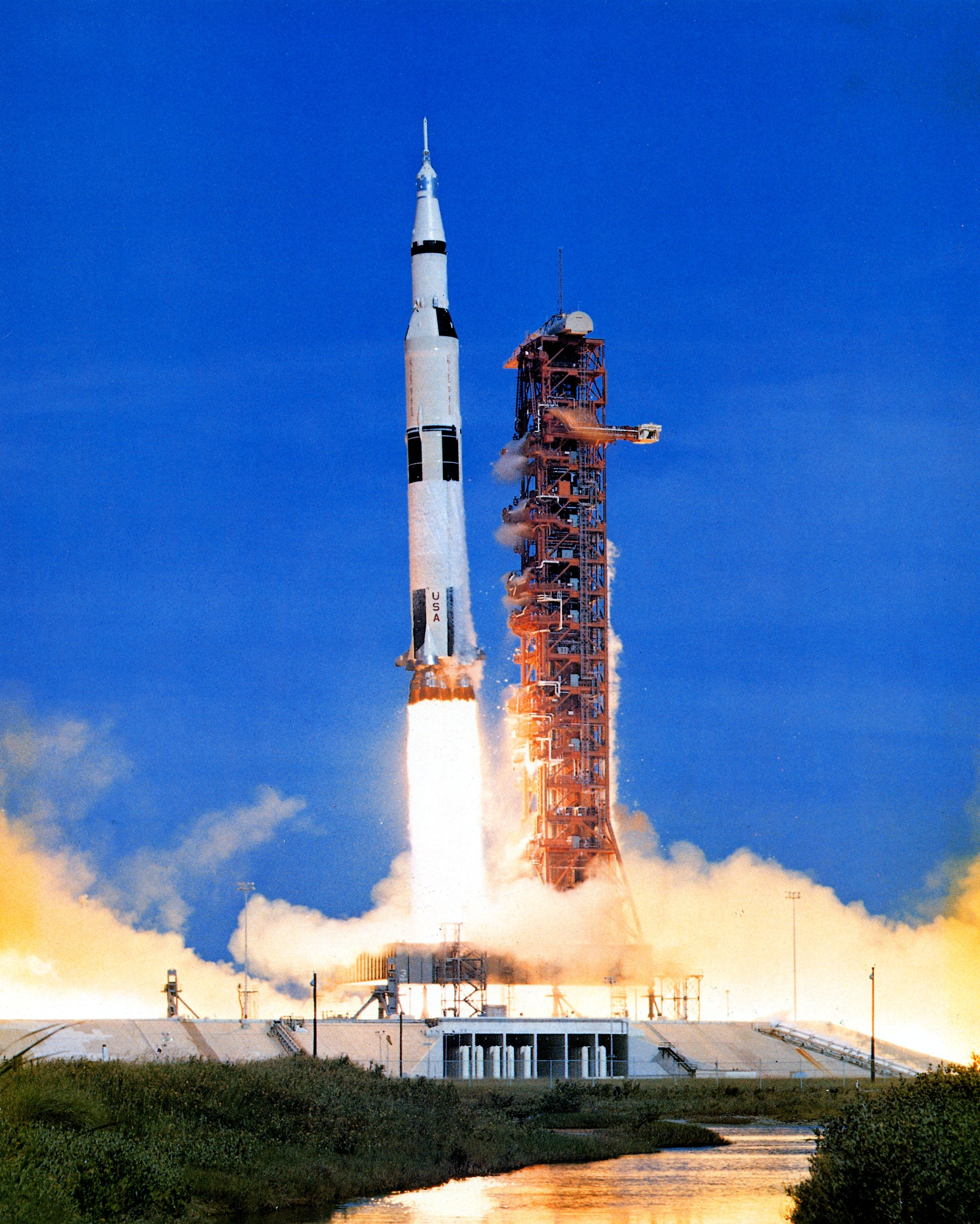
Tên lửa vũ trụ Saturn V đưa phi thuyền Apollo 15 lên Mặt Trăng.

Tên lửa đẩy (hay còn gọi là tên lửa vũ trụ) là loại tên lửa đạn đạo để đưa các tàu vũ trụ hoặc vệ tinh nhân tạo vào quỹ đạo quanh Trái Đất hoặc tiến hành du hành vũ trụ đến các hành tinh trong phạm vi Hệ Mặt Trời hoặc thoát khỏi Hệ Mặt Trời.
Trong tiếng Anh, cụm từ Carrier rocket, và trong tiếng Nga, cụm từ Ракета-носитель là để chỉ Tên lửa đẩy. Dịch sát nghĩa hai cụm từ Carrier rocket và Ракета-носитель nghĩa là Tên lửa mang, vì thế trong một số trường hợp, cụm từ Tên lửa mang có nghĩa tương đương với Tên lửa đẩy hay Tên lửa vũ trụ. Trong thuật ngữ Quân sự Tiếng Việt thì cụm từ Tên lửa mang thường được sử dụng trong Tên lửa mang đầu đạn hạt nhân, v.v. Do đó thuật ngữ Tên lửa đẩy (hay Tên lửa vũ trụ) được sử dụng thông dụng hơn.
Để trở thành vệ tinh nhân tạo của Trái Đất (đưa tàu vũ trụ hoặc vệ tinh vào quỹ đạo vòng quanh Trái Đất), tên lửa đẩy phải phát triển được vận tốc lớn hơn hoặc bằng vận tốc vũ trụ thứ nhất (7,9 km/giây tại độ cao 0).
Để thoát hẳn khỏi sức hút của Trái Đất để đi đến các hành tinh khác trong Hệ Mặt Trời, tên lửa vũ trụ phải phát triển được vận tốc vũ trụ thứ hai (11,19 km/giây tại độ cao 0).
Để bay thoát khỏi Hệ Mặt Trời, tên lửa đẩy cần phải có vận tốc vũ trụ thứ ba (16,7 km/giây).